# Tommy Roe
Thomas David "Tommy" Roe (Atlanta, 9 de mayo de 1942) es un cantante y compositor estadounidense, reconocido principalmente por sus exitosas canciones «Sheila» (1962) y «Dizzy» (1969). Según Bill Dahl del portal Allmusic, Roe es «ampliamente percibido como uno de los artistas arquetípicos del bubblegum pop de finales de los años 1960, aunque presentó algunos rockers bastante decentes a lo largo de su trayectoria, especialmente a principios de la misma».

## Biografía
Tommy Roe nació y se crio en Atlanta, Georgia, Estados Unidos, donde asistió a la Escuela Secundaria Brown. [2] Después de graduarse, consiguió un trabajo en General Electric soldando cables.
Tommy Roe grabó por primera vez su canción original "Sheila" en 1960 para el sello Judd de Jud Phillips. "Escribí este poema para una chica de la que estaba enamorado en la escuela secundaria y su nombre era Freda", recordó Roe en 2015. [3] "[Jud Phillips dijo:] 'Hijo, me gusta esa canción, pero tenemos que hacer algo sobre ese título. Así que me envió a casa y la tía Sheila estaba de visita ese fin de semana. ¡El resto es historia!". El sencillo de Judd, mal escrito "Shelia" y acreditado a "Tommy Roe and the Satins", es más simple que el éxito más famoso, con una voz estándar, un combo rítmico y un coro de acompañamiento. Fue un éxito regional pero no llegó a las listas a nivel nacional.
Roe volvió a grabar la canción para ABC-Paramount en 1962, con un nuevo gancho: un insistente juego de batería inspirado en el éxito de 1957 " Peggy Sue ". El ligero acento sureño de Roe y su interpolación de un hipo en las comparaciones vocales invitadas con Buddy Holly.
Esto fue deliberado, según Roe: "Felton [el productor Felton Jarvis] dijo: 'Vamos a hacerlo diferente. Sabes que queda un vacío de Buddy Holly. Todavía hay muchos fanáticos de Buddy Holly, así que necesitamos para llamar la atención sobre ti, así que voy a poner la batería de Buddy Holly en "Sheila". No estaba realmente loco por esa idea porque era un gran admirador de Buddy Holly y sentí que nos estábamos burlando de él y todo su sonido". [4] El nuevo arreglo de "Sheila" se convirtió en un éxito número 1 de Billboard en los Estados Unidos y Australia en 1962. Una acumulación de ventas globales de "Sheila" significó que la Recording Industry Association of America no presentara el disco de oro hasta 1969. Cuando "Sheila" se convirtió en un éxito en 1962, ABC-Paramount le pidió que se fuera de gira para promocionar el éxito. Se mostró reacio a renunciar a su trabajo seguro en GE hasta que ABC-Paramount le adelantó $5,000 dólares. [5]
Sin embargo, en marzo de 1963, la revista musical británica NME informó que él y Chris Montez habían sido eclipsados por los Beatles y sus fanáticos en una gira de 21 días por el Reino Unido. [6] A fines de ese año, Roe obtuvo un éxito Top 10 con " Everybody ", que alcanzó el número 3 en Estados Unidos y el número 9 en Reino Unido, y " The Folk Singer " (número 4 en Reino Unido ) [7] escrita por Merle Kilgore también fue popular.
Después de una gira más exitosa por el Reino Unido de su amigo Roy Orbison, Roe realizó una gira allí y luego se mudó a Inglaterra, donde vivió durante varios años. En 1964, Roe grabó una canción escrita por Buzz Cason titulada "Diane From Manchester Square", sobre una chica que trabajaba en EMI House cuando tenía su sede en Manchester Square en Londres. Las ventas de este sencillo en el Reino Unido fueron bajas y no llegó a las listas. Durante la década de 1960, tuvo varios éxitos más en el Top 40, incluido el número 8 de 1966, " Sweet Pea " (número 1 en Canadá) y el número 6, " Hurra por Hazel " (número 2 en Canadá). [2]
En 1969, su canción " Dizzy " alcanzó el número 1 en la lista de singles del Reino Unido, [7] el número 1 en Canadá, así como el número 1 en el Billboard Hot 100 de Estados Unidos. Este éxito transatlántico vendió dos millones de copias a mediados de abril de 1969, lo que le otorgó su tercer disco de oro. [2]
Roe fue estrella invitada en un episodio de la comedia de situación estadounidense Green Acres, titulado "The Four of Spades", que se emitió el 8 de noviembre de 1969.
Su último sencillo Top 10, una canción coescrita con Freddy Weller titulada " Jam Up and Jelly Tight ", se convirtió en su cuarto disco de oro, alcanzando el número 8 en los Estados Unidos y el número 5 en Canadá en 1970. [2]
Aunque su estilo de música disminuyó en popularidad con el mercado masivo de la década de 1970, Roe mantuvo seguidores y continuó actuando en una variedad de salas de conciertos, a veces con nostalgia de la década de 1960 como Freddy Cannon y Bobby Vee. Grabó numerosos sencillos a fines de la década de 1970 y 1980 destinados al mercado de la música country. En 1986, Roe fue incluido en el Salón de la Fama de la Música de Georgia y su contribución pionera al género ha sido reconocida por el Salón de la Fama del Rockabilly.
La autobiografía de Roe, publicada originalmente en 2016, llamada From Cabbagetown to Tinseltown and places in between, fue coescrita con Michael Robert Krikorian. [8]
El 7 de febrero de 2018, Roe anunció oficialmente su retiro en su página de Facebook.

## Discografía
- Sheila (1962)
- Everybody Likes Tommy Roe (1963)
- Something for Everybody (1964)
- Sweet Pea (1966)
- Phantasy (1967)
- It's Now Winter's Day (1967)
- Heather Honey (1969)
- Dizzy (1969)
- We Can Make Music (1970)
- Beginnings (1971)
- Energy (1976)
- Full Bloom (1977)
- Devil's Soul Pie (2012)
- Confectioner's (2017)[4]